# Ільченко Володимир Васильович
Ільченко Володимир Васильович (нар.15 лютого 1960 року) — український учений-фізик, доктор фізико-математичних наук, професор. Академік АН вищої школи України з 2018 року за науковим відділенням фізики та астрономії. Володимир Васильович народився в сім'ї вчителів в м. Дружківка Донецької області.

## Життєпис
В 1966 році вступив до середньої школи, а в червні 1975 року закінчив її.
В вересні 1976 року вступив на 1 курс радіофізичного факультету Київського державного університету ім. Т. Г. Шевченка, а в червні 1981 року закінчив його, отримавши диплом з відзнакою.
З 1981 до 1984 року навчався в аспірантурі Київського державного університету ім. Т. Г. Шевченка на кафедрі фізики напівпровідників.
Після закінчення аспірантури залишився працювати на кафедрі фізики напівпровідників на посаді молодшого наукового співробітника. Приблизно через півроку у зв'язку з виробничою необхідністю підготовки нових навчальних курсів та лабораторних робіт був переведений на посаду асистента цієї ж кафедри. Протягом 3-х років після закінчення аспірантури завершив роботу над кандидатською дисертацією.
В січні 1987 року захистив кандидатську дисертацію на тему: «Исследование механизмов переноса тока в контактах с барьером Шоттки на основе аморфного кремния» (науковий керівник — проф. В. І. Стріха) та отримав диплом кандидата фізико-математичних наук за спеціальністю 01.04.10 — фізика напівпровідників і діелектриків.
З липня 1991 року доцент кафедри фізики напівпровідників радіофізичного факультету, в 1992 році отримав атестат доцента цієї ж кафедри.
З вересня 1999 до жовтня 2000 року працював за кордоном в Чао-Тунгському університеті (м. Сінчу) на Тайвані за контрактом.
У вересні 2005 року вступив до докторантури Київського національного університету імені Тараса Шевченка за спеціальністю 01.04.10 — фізика напівпровідників і діелектриків.
В 2008 році закінчив докторантуру, а в 2009 році був переведений на посаду заступника директора з навчальної роботи Інституту високих технологій Київського національного університету імені Тараса Шевченка.
В жовтні 2012 року захистив докторську дисертацію на тему «Електрофізичні властивості напівпровідникових гетероструктур з квантовими точками та квантовими ямами».
З квітня 2015 року призначений на посаду виконувача обов'язків директора Інституту високих технологій, а з листопада 2016 року був переведений на посаду директора Інституту високих технологій як такий, що був обраний за конкурсом.
В 2018 році отримав атестат професора по кафедрі нанофізики конденсованих середовищ Інституту високих технологій.
В травні 2021 року був призначений на посаду першого проректора Київського національного університету імені Тараса Шевченка.
Автор понад 100 наукових статей. Керівник наукових бюджетних тем з 2019 року. Індекс Гірша — 4. Автор 5 підручників та навчальних посібників та понад 20 навчально-методичних праць.
Співавтор Стратегічного плану розвитку Київського національного університету імені Тараса Шевченка. Член кількох експертних робочих груп МОН та НФДУ.
Одружений. Дружина — лікарка. Виховує сина й доньку.

## Нагороди, подяки
Нагороджений відзнакою Вченої ради Київського національного університету імені Тараса Шевченка.
Подяка ректора Київського національного університету імені Тараса Шевченка, Подяка Міністерства освіти і науки України.

## Місце роботи, посада
Київський національний університет імені Тараса Шевченка, перший проректор.